# Cristache Gheorghiu
Cristache Gheorghiu (n. 3 noiembrie 1892 – d. 14 aprilie 1982) a fost un general român care a luptat în cel de-al Doilea Război Mondial.

## Cariera militară
Colonelul Gheorghiu a fost numit, prin delegație, în 7 ianuarie 1942 în funcția de prefect al județului Ilfov, în locul colonelului Tudorancea Ciurea.
A fost înaintat apoi la gradul de general de brigadă.

## Decorații
- Ordinul „Steaua României” în gradul de ofițer (8 iunie 1940)[2]

## Legături externe
- en  Generals.dk